# Notoclinops caerulepunctus
Notoclinops caerulepunctus è un piccolo pesce appartenente alla famiglia Tripterygiidae.

## Distribuzione e habitat
Questa specie è diffusa nelle acque del Pacifico, intorno alle coste dell'Isola del Nord (Nuova Zelanda), dove è diffuso in acque basse (comprese tra 1 e 30 m di profondità) ricche di rocce e nascondigli, spesso in zone di marea.